# Sekundærrute 152
De Sekundærrute 152 is een secundaire weg in Denemarken. De weg loopt van Kopenhagen via Hørsholm naar Helsingør. De Sekundærrute 152 loopt over het eiland Seeland en is ongeveer 37 lang.

## Geschiedenis
De Sekundærrute 152 was oorspronkelijk onderdeel van de E47/E55. Na de aanleg van de Helsingørmotorvejen kwam de E47/E55 over de nieuwe autosnelweg te lopen. De oude E47/E55 werd afgewaardeerd naar Sekundærrute 152.